# Clemens Hubmann
Clemens Hubmann (* 3. Februar 2001) ist ein österreichischer Fußballspieler.

## Karriere

### Verein
Hubmann begann seine Karriere beim SV Aldrans. 2008 wechselte er in die Jugend des FC Wacker Innsbruck. 2015 kam er in die AKA Tirol. Im August 2017 debütierte er für die Zweitmannschaft von Wacker Innsbruck in der Regionalliga, als er am vierten Spieltag der Saison 2017/18 gegen den FC Dornbirn 1913 in der 65. Minute für Marvin Schöpf eingewechselt wurde. Mit Wacker Innsbruck II stieg er zu Saisonende in die 2. Liga auf.
Sein Debüt in der zweithöchsten Spielklasse gab Hubmann im Oktober 2018, als er am zehnten Spieltag der Saison 2018/19 gegen die SV Ried in der Nachspielzeit für Stefan Pribanovic ins Spiel gebracht wurde. Zur Saison 2019/20 rückte er in den Kader der ersten Mannschaft von Wacker Innsbruck. Für die erste Mannschaft kam er insgesamt zu 41 Zweitligaeinsätzen. Das finanziell gebeutelte Wacker konnte im April 2022 die Gehälter der Spieler nicht mehr bezahlen, woraufhin es den Spielern frei stand, den Klub zu verlassen. Hubmann machte von diesem Recht Gebrauch und beendete den Vertrag Ende April 2022 vorzeitig.
Zur Saison 2022/23 wechselte er dann zum vormaligen Ligakonkurrenten Floridsdorfer AC. Für den FAC absolvierte er 23 Zweitligapartien. Zur Saison 2023/24 wechselte Hubmann zum Regionalligisten SVG Reichenau.

### Nationalmannschaft
Hubmann spielte im April 2016 erstmals für eine österreichische Jugendnationalauswahl. Im Dezember 2016 absolvierte er sein erstes Spiel für die U-16-Mannschaft. Im August 2017 debütierte er gegen Finnland für die U-17-Auswahl. Im September 2019 kam er gegen Lettland erstmals für die U-19-Mannschaft zum Einsatz.